# La Foire de Saint-Pierre
La foire de Saint-Pierre ((en) Saint Peter's Fair) est le quatrième roman policier historique des enquêtes du frère Cadfael publié par Ellis Peters en 1981.

## Résumé
En 1139, à l'abbaye Saint-Pierre de Shrewsbury, le prévôt demande à l'abbé de reverser une partie des taxes de la foire à la ville. Thomas de Bristol est tué la veille de la foire. Sa nièce Emma découvre que leur péniche a été fouillée. Le 2e jour, c'est leur baraque qui est cambriolée. Le 3e jour, le gantier est tué. Corbière ramène Emma à Bristol et lui demande la lettre que Thomas amenait au comte de Chester. Mais frère Cadfael découvre que Corbière est le tueur et la délivre. Emma brûle la lettre et Corbière meurt. Philippe ramène Emma à Shrewsburry. L'abbé donne un dixième des recettes de la foire au prévôt.

## Adaptation
- 1997 : La foire de Saint-Pierre (St Peter's Fair), épisode 2, saison 3 de la série télévisée britannique Cadfael, réalisé par Herbert Wise, avec Derek Jacobi dans le rôle-titre.